# Carter de chaîne

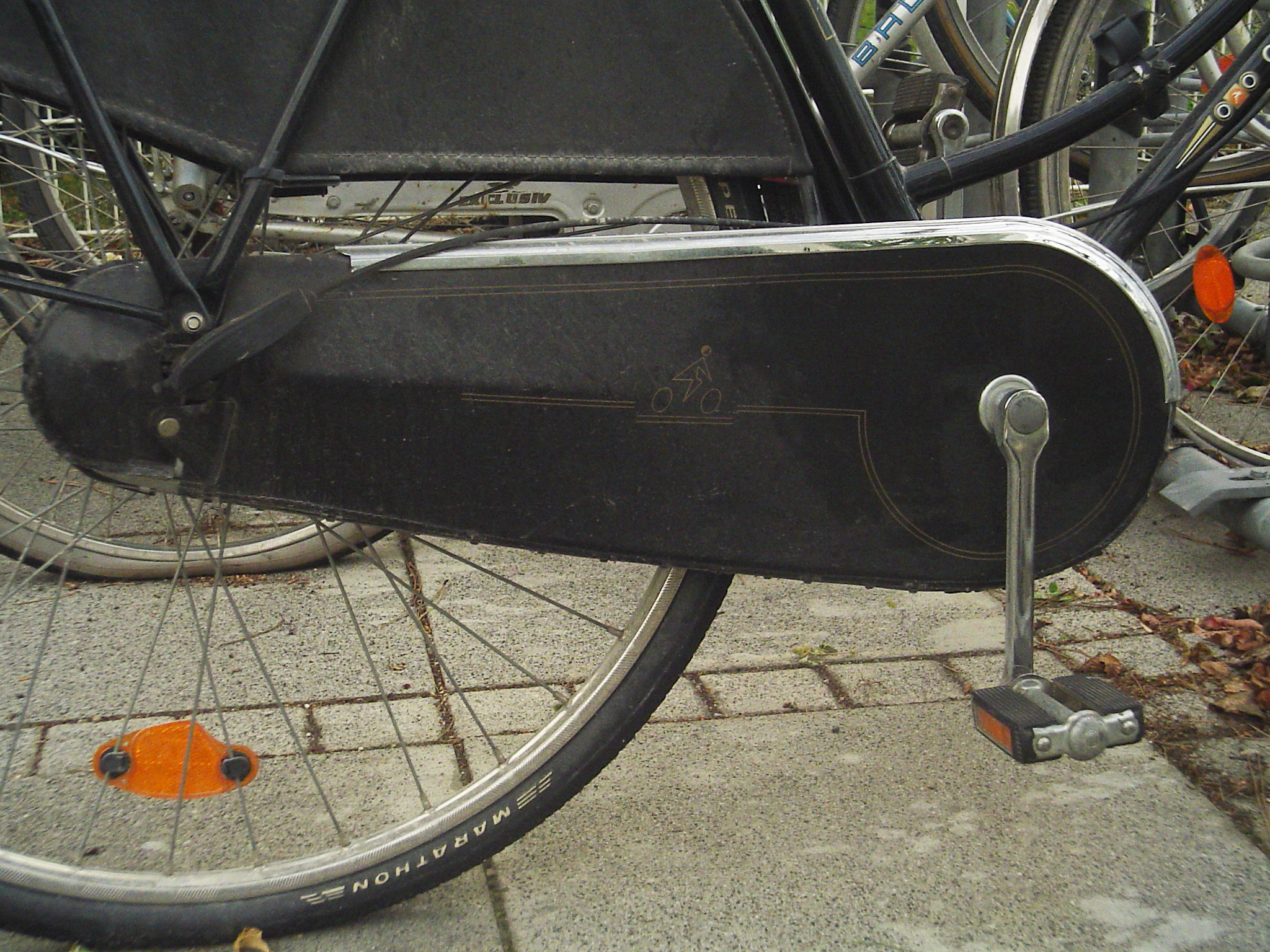
Carter de chaîne intégral

Un carter de chaîne est une enveloppe permettant de protéger la chaîne et le système de transmission principalement utilisé sur des bicyclettes « domestiques ».

## Utilisation

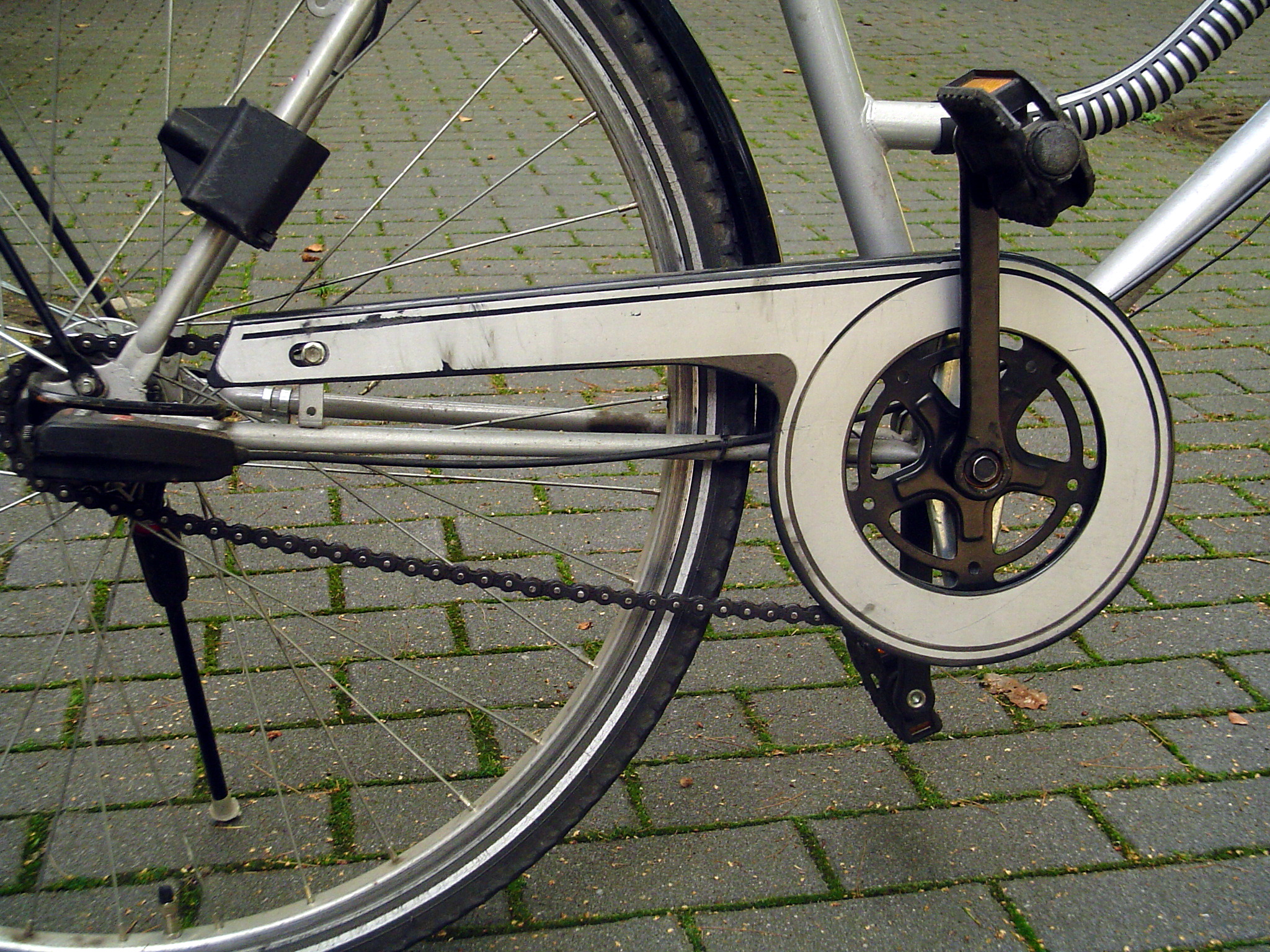
Carter de chaîne partiel

Ce carter de protection sert à protéger le système de transmission de la bicyclette : la chaîne, le ou les plateaux et éventuellement les pignons situés sur la roue arrière. Généralement moulé en plastique, ce dispositif protège les éléments mécaniques qu'il contient des boues, saletés et poussières abrasives. Il permet également d’atténuer le bruit émis par la chaîne. Certains dispositifs élaborés peuvent contenir un bain d'huile permettant la lubrification de la chaîne.
Ce système n'est pas spécifique à la bicyclette. Il est également utilisé sur de plus gros véhicules ou sur des grosses machines.